# Nova Life
Nova Life (stylisé en Novalifε) est une chaîne de télévision par satellite grecque détenue par Nova, qui possède et exploite un service par satellite DTH du même nom. Il a été lancé le 13 mai 2013 et propose des séries, des films, des talk-shows, des émissions avec des actualités du showbiz, des scènes supprimées et des coulisses. En outre, il diffuse des séries à succès de sa chaîne sœur Nova Cinema.
Le 1er août 2016, il a commencé à diffuser en HD.
À Chypre, il est disponible pour les abonnés de Nova Cyprus et CytaVision.

## Programmes

### Programmation actuelle
- The Ellen DeGeneres Show, un talk-show
- The Bachelor, un jeu télévisé de télé-réalité sur les rencontres
- The Bachelorette, un jeu télévisé de télé-réalité sur les rencontres
- America's Got Talent, un spectacle de talents
- Britain's Got Talent, un concours de talents
- American Idol, un concours de talents
- Fitness Time, une émission sur le yoga, le pilates, la méditation, la santé et le bien-être spirituel

### Ancienne programmation
- Lampater, un talk-show
- Life Time, une émission d'information du show-biz, animée par Dimitri Kouroumpali et Κaterina Geronikoloy
- Fashion and The City, une émission sur l'actualité de la mode, l'architecture, la décoration d'intérieur, le design de mode, etc.
- One World Kitchen, une émission de cuisine
- RealTalk, un talk-show, animé par Katerina Laspa
- Grand Hôtel
- Rome
- Femme policière
- Hart à Hart
- les anges de Charlie
- Enchanté
- Dharma et Greg
- ville magique
- Velours